# مايك أدي
مايك أدي (بالإنجليزية: Mike Addy)‏ هو لاعب كرة قدم بريطاني، ولد في 20 فبراير 1943 في Knottingley ‏ في المملكة المتحدة. لعب مع ليدز يونايتد ونادي بارنسلي ونادي كيترينغ تاون.